# Remo nos Jogos Olímpicos de Verão de 2020 - Quatro sem feminino
A competição do quatro sem feminino do remo nos Jogos Olímpicos de Verão de 2020 foi realizada entre 24 e 28 de julho de 2021, no Sea Forest Waterway, em Tóquio. Um total de 40 remadoras de 10 Comitês Olímpicos Nacionais (CON) participaram do evento.
Foi a segunda aparição da prova como evento olímpico, sendo disputado pela última vez nos Jogos de 1992.

## Qualificação
Cada CON pode classificar um único barco de quatro remadoras no quatro sem feminino. Um total de 10 vagas estavam disponíveis, sendo atribuídas da seguinte forma:
- 8 pelo Campeonato Mundial de 2019;
- 2 pelas regatas de qualificação finais.

## Formato
No quatro sem cada barco é impulsionado por quatro remadoras. Por serem barcos de pontas, cada remadora tem remos em apenas um lado, de forma alternada; isso contrasta com os barcos parelhos em que cada remadora usa dois remos, um de cada lado do barco. A competição consiste em rodadas e usa o formato de três fases. As finais são realizadas para determinar a colocação de cada barco (na final A são definidos as medalhistas). O percurso usa a distância de 2000 metros que se tornou o padrão olímpico em 1912.

## Calendário
Horário local (UTC+9)
| Dia         | Horário | Fase          |
| ----------- | ------- | ------------- |
| 24 de julho | 11:20   | Eliminatórias |
| 25 de julho | 13:00   | Repescagem    |
| 28 de julho | 8:30    | Final B       |
| 28 de julho | 9:50    | Final A       |

## Medalhistas
|  | AUS Austrália                                                  |  | NED Países Baixos                                                  |  | IRL Irlanda                                           |
|  | Lucy Stephan Rosemary Popa Jessica Morrison Annabelle McIntyre |  | Ellen Hogerwerf Karolien Florijn Ymkje Clevering Veronique Meester |  | Aifric Keogh Eimear Lambe Fiona Murtagh Emily Hegarty |

## Resultados

### Eliminatórias
Os dois primeiros de cada bateria se classificam para a Final A, enquanto o restante disputa a repescagem.
Eliminatória 1
| Pos. | Raia | Remadoras                                                          | CON               | Tempo   | Notas |
| ---- | ---- | ------------------------------------------------------------------ | ----------------- | ------- | ----- |
| 1    | 4    | Ellen Hogerwerf Karolien Florijn Ymkje Clevering Veronique Meester | NED Países Baixos | 6:33.47 | FA    |
| 2    | 3    | Lin Xinyu Wang Fei Qin Miaomiao Lu Shiyu                           | CHN China         | 6:38.54 | FA    |
| 3    | 1    | Jennifer Martins Kristina Walker Nicole Hare Stephanie Grauer      | CAN Canadá        | 6:40.07 | R     |
| 4    | 2    | Rowan McKellar Harriet Taylor Karen Bennett Rebecca Shorten        | GBR Grã-Bretanha  | 6:41.02 | R     |
| 5    | 5    | Maria Wierzbowska Olga Michałkiewicz Monika Chabel Joanna Dittmann | POL Polônia       | 6:48.33 | R     |

Eliminatória 2
| Pos. | Raia | Remadoras                                                                   | CON                | Tempo   | Notas |
| ---- | ---- | --------------------------------------------------------------------------- | ------------------ | ------- | ----- |
| 1    | 1    | Lucy Stephan Rosemary Popa Jessica Morrison Annabelle McIntyre              | AUS Austrália      | 6:28.76 | FA    |
| 2    | 2    | Aifric Keogh Eimear Lambe Fiona Murtagh Emily Hegarty                       | IRL Irlanda        | 6:28.99 | FA    |
| 3    | 3    | Mădălina Hegheș Elena Logofătu Cristina Popescu Roxana Anghel               | ROU Romênia        | 6:40.02 | R     |
| 4    | 5    | Madeleine Wanamaker Claire Collins Kendall Chase Grace Luczak               | USA Estados Unidos | 6:43.80 | R     |
| 5    | 4    | Trine Dahl Pedersen Christina Johansen Frida Sanggaard Nielsen Ida Jacobsen | DEN Dinamarca      | 6:50.15 | R     |

### Repescagem
Os dois primeiros se classificam para a Final A; enquanto o restante disputa a Final B (fora da chance por medalhas).
| Pos. | Raia | Remadoras                                                                   | CON                | Tempo   | Notas |
| ---- | ---- | --------------------------------------------------------------------------- | ------------------ | ------- | ----- |
| 1    | 5    | Rowan McKellar Harriet Taylor Karen Bennett Rebecca Shorten                 | GBR Grã-Bretanha   | 6:46.20 | FA    |
| 2    | 6    | Maria Wierzbowska Olga Michałkiewicz Monika Chabel Joanna Dittmann          | POL Polônia        | 6:46.57 | FA    |
| 3    | 2    | Mădălina Hegheș Elena Logofătu Cristina Popescu Roxana Anghel               | ROU Romênia        | 6:47.38 | FB    |
| 4    | 1    | Jennifer Martins Kristina Walker Nicole Hare Stephanie Grauer               | CAN Canadá         | 6:51.71 | FB    |
| 5    | 3    | Madeleine Wanamaker Claire Collins Kendall Chase Grace Luczak               | USA Estados Unidos | 6:53.26 | FB    |
| 6    | 4    | Trine Dahl Pedersen Christina Johansen Frida Sanggaard Nielsen Ida Jacobsen | DEN Dinamarca      | 7:01.17 | FB    |

### Finais
As regatas finais definem as posições de todos os barcos. Na Final A são decididas as medalhistas.
Final B
| Pos. | Raia | Remadoras                                                                   | CON                | Tempo   | Notas |
| ---- | ---- | --------------------------------------------------------------------------- | ------------------ | ------- | ----- |
| 7    | 1    | Madeleine Wanamaker Claire Collins Kendall Chase Grace Luczak               | USA Estados Unidos | 6:33.65 |       |
| 8    | 4    | Trine Dahl Pedersen Christina Johansen Frida Sanggaard Nielsen Ida Jacobsen | DEN Dinamarca      | 6:34.72 |       |
| 9    | 2    | Mădălina Hegheș Elena Logofătu Cristina Popescu Roxana Anghel               | ROU Romênia        | 6:35.12 |       |
| 10   | 3    | Jennifer Martins Kristina Walker Nicole Hare Stephanie Grauer               | CAN Canadá         | 6:35.13 |       |

Final A
| Pos.              | Raia | Remadoras                                                          | CON               | Tempo   | Notas |
| ----------------- | ---- | ------------------------------------------------------------------ | ----------------- | ------- | ----- |
| Medalha de ouro   | 3    | Lucy Stephan Rosemary Popa Jessica Morrison Annabelle McIntyre     | AUS Austrália     | 6:15.37 | OB    |
| Medalha de prata  | 4    | Ellen Hogerwerf Karolien Florijn Ymkje Clevering Veronique Meester | NED Países Baixos | 6:15.71 |       |
| Medalha de bronze | 2    | Aifric Keogh Eimear Lambe Fiona Murtagh Emily Hegarty              | IRL Irlanda       | 6:20.46 |       |
| 4                 | 1    | Rowan McKellar Harriet Taylor Karen Bennett Rebecca Shorten        | GBR Grã-Bretanha  | 6:21.52 |       |
| 5                 | 5    | Lin Xinyu Wang Fei Qin Miaomiao Lu Shiyu                           | CHN China         | 6:25.13 |       |
| 6                 | 6    | Maria Wierzbowska Olga Michałkiewicz Monika Chabel Joanna Dittmann | POL Polônia       | 6:29.95 |       |